# ВЕС Sidensjö
ВЕС Sidensjö — наземна вітрова електростанція у Швеції. Знаходиться у центральній частині країни у лені Вестерноррланд.
Майданчик для станції обрали за шість кілометрів від села Sidensjö у комуні Ерншельдсвік. Будівельні роботи почались у 2013 році з прокладання доріг (всього потрібно було спорудити 67 км). До осені 2015 року тут ввели в експлуатацію 48 турбін компанії Siemens типу SWT-3.0-113 із одиничною потужністю 3 МВт. Діаметр ротора турбіни становить 113 метрів, висота башти — 115 метрів.
Річне виробництво електроенергії очікується на рівні 400 млн кВт-год.
Для під'єднання турбін та видачі продукції станції проклали 27 км повітряних та 73 км підземних ліній електропередачі.